# Сладкокарасинське
Сладкокара́синське (рос. Сладкокарасинское) — присілок у складі Мішкинського району Курганської області, Росія. Входить до складу Восходської сільської ради.
Населення — 84 особи (2010, 152 у 2002).